# Placentulina
Placentulina es un género de foraminífero bentónico considerado un sinónimo posterior de Trispirina de la subfamilia Placentulininae, de la familia Placentulinidae, de la superfamilia Discorboidea, del suborden Rotaliina y del orden Rotaliida. Su especie tipo era Placentulina terquemi. Su rango cronoestratigráfico abarcaba el Jurásico.

## Clasificación
Placentulina incluía a las siguientes especies:
- Placentulina conica †
- Placentulina normalis †
- Placentulina terquemi †